# Brad Pickett
Brad Pickett (nacido el 24 de septiembre de 1978) es un artista marcial mixto británico que compitió en la categoría de peso gallo en Ultimate Fighting Championship.

## Primeros años
El apodo de Brad y su entrada extravagante al octágono no nacen del personaje de Brad Pitt "One Punch Mickey" de la película Snatch, sino de su abuelo. Su entrada única se le ve entrar con la canción Wallop de Chas & Dave, que llevaba un chaleco de hilo, pantalones vaqueros de corte y su sombrero de fieltro consuetudinario. Él es un partidario del Tottenham Hotspur Football Club. Pickett también jugó a  fútbol americano, antes de interesarse en las AMM.

## Carrera de artes marciales mixtas

### Ultimate Fighting Championship

#### Peso gallo
En su debut en UFC, Pickett se enfrentó a Renan Barão el 5 de noviembre de 2011 en UFC 138. Pickett perdió la pelea por sumisión en la primera ronda. Tras el evento, ambos peleadores ganaron el premio a la Pelea de la Noche.
Pickett se enfrentó a Damacio Page el 14 de abril de 2012 en UFC on Fuel TV 2. Pickett ganó la pelea por sumisión en la segunda ronda. Tras el evento, ambos peleadores ganaron el premio a la Pelea de la Noche.
Pickett se enfrentó a Yves Jabouin el 29 de septiembre de 2012 en UFC on Fuel TV 5. Pickett ganó la pelea por nocaut en la primera ronda, ganando así el premio al KO de la Noche.
El 29 de diciembre de 2012, Pickett se enfrentó a Eddie Wineland en UFC 155. Pickett perdió la pelea por decisión dividida.
Pickett se enfrentó a Mike Easton el 6 de abril de 2013 en UFC on Fuel TV 9. Pickett ganó la pelea por decisión dividida. Tras el evento, ambos peleadores ganaron el premio a la Pelea de la Noche.
El 17 de agosto de 2013, Pickett se enfrentó a Michael McDonald en UFC Fight Night 26. Pickett perdió la pelea por sumisión en la segunda ronda.

#### Baja al peso mosca
Pickett debutó en el peso mosca y se enfrentó a Neil Seery el 8 de marzo de 2014 en UFC Fight Night 37. Pickett ganó la pelea por decisión unánime.
Pickett se enfrentó a Ian McCall el 19 de julio de 2014 en UFC Fight Night 46. Pickett perdió la pelea por decisión unánime.
El 22 de noviembre de 2014, Pickett se enfrentó a Chico Camus en UFC Fight Night 57. Pickett perdió la pelea por decisión dividida.

#### Retorno al peso gallo
El 11 de julio de 2015, Pickett se enfrentó a Thomas Almeida en UFC 189. Pickett perdió la pelea por nocaut en la segunda ronda.
El 27 de febrero de 2016, Pickett se enfrentó a Francisco Rivera en UFC Fight Night 84. Pickett ganó la pelea por decisión dividida.

## Campeonatos y logros
- Ultimate Fighting Championship
  - Pelea de la Noche (Cuatro veces)
  - KO de la Noche (Una vez)

- World Extreme Cagefighting
  - Pelea de la Noche (Una vez)
  - Sumisión de la Noche (Una vez)

- Cage Rage Championships
  - Campeón Británico de Peso Pluma (Una vez)

- Ultimate Challenge MMA
  - Campeón de Peso Pluma (Una vez)

## Récord en artes marciales mixtas
| Resultado | Récord | Oponente           | Método                             | Evento                                 | Fecha                    | Ronda | Tiempo | Localización            | Notas                                                        |
| --------- | ------ | ------------------ | ---------------------------------- | -------------------------------------- | ------------------------ | ----- | ------ | ----------------------- | ------------------------------------------------------------ |
| Derrota   | 25–14  | Marlon Vera        | TKO (patada en la cabeza y golpes) | UFC Fight Night: Manuwa vs. Anderson   | 18 de marzo de 2017      | 3     | 3:50   | Londres                 |                                                              |
| Derrota   | 25–13  | Urijah Faber       | Decisión (unánime)                 | UFC on Fox: VanZant vs. Waterson       | 17 de diciembre de 2016  | 3     | 5:00   | Sacramento, California  |                                                              |
| Derrota   | 25–12  | Iuri Alcântara     | Sumisión (triangle choke)          | UFC 204                                | 8 de octubre de 2016     | 1     | 1:59   | Mánchester              |                                                              |
| Victoria  | 25–11  | Francisco Rivera   | Decisión (dividida)                | UFC Fight Night: Silva vs. Bisping     | 27 de febrero de 2016    | 3     | 5:00   | Londres                 |                                                              |
| Derrota   | 24–11  | Thomas Almeida     | KO (rodillazo volador)             | UFC 189                                | 11 de julio de 2015      | 2     | 0:29   | Las Vegas, Nevada       | Retorno al peso gallo.                                       |
| Derrota   | 24–10  | Chico Camus        | Decisión (dividida)                | UFC Fight Night: Edgar vs. Swanson     | 22 de noviembre de 2014  | 3     | 5:00   | Austin, Texas           |                                                              |
| Derrota   | 24–9   | Ian McCall         | Decisión (unánime)                 | UFC Fight Night: McGregor vs. Brandão  | 19 de julio de 2014      | 3     | 5:00   | Dublín                  |                                                              |
| Victoria  | 24–8   | Neil Seery         | Decisión (unánime)                 | UFC Fight Night: Gustafsson vs. Manuwa | 8 de marzo de 2014       | 3     | 5:00   | Londres                 | Debut en peso mosca.                                         |
| Derrota   | 23–8   | Michael McDonald   | Sumisión (triangle choke)          | UFC Fight Night: Shogun vs. Sonnen     | 17 de agosto de 2013     | 2     | 3:43   | Boston, Massachusetts   | Pelea de la Noche.                                           |
| Victoria  | 23–7   | Mike Easton        | Decisión (dividida)                | UFC on Fuel TV: Mousasi vs. Latifi     | 6 de abril de 2013       | 3     | 5:00   | Estocolmo               | Pelea de la Noche.                                           |
| Derrota   | 22–7   | Eddie Wineland     | Decisión (dividida)                | UFC 155                                | 29 de diciembre de 2012  | 3     | 5:00   | Las Vegas, Nevada       |                                                              |
| Victoria  | 22–6   | Yves Jabouin       | KO (golpe)                         | UFC on Fuel TV: Struve vs. Miocic      | 29 de septiembre de 2012 | 1     | 3:40   | Nottingham              | KO de la Noche.                                              |
| Victoria  | 21–6   | Damacio Page       | Sumisión (rear-naked choke)        | UFC on Fuel TV: Gustafsson vs. Silva   | 14 de abril de 2012      | 2     | 4:05   | Estocolmo               | Pelea de la Noche.                                           |
| Derrota   | 20–6   | Renan Barão        | Sumisión (rear-naked choke)        | UFC 138                                | 5 de noviembre de 2011   | 1     | 4:09   | Birmingham              | Pelea de la Noche.                                           |
| Victoria  | 20–5   | Iván Menjivar      | Decisión (unánime)                 | WEC 53                                 | 16 de diciembre de 2010  | 3     | 5:00   | Glendale, Arizona       |                                                              |
| Derrota   | 19–5   | Scott Jorgensen    | Decisión (unánime)                 | WEC 50                                 | 18 de agosto de 2010     | 3     | 5:00   | Las Vegas, Nevada       | Pelea de la Noche.                                           |
| Victoria  | 19–4   | Demetrious Johnson | Decisión (unánime)                 | WEC 48                                 | 24 de abril de 2010      | 3     | 5:00   | Sacramento, California  |                                                              |
| Victoria  | 18–4   | Kyle Dietz         | Sumisión (Peruvian necktie)        | WEC 45                                 | 19 de diciembre de 2009  | 2     | 4:36   | Las Vegas, Nevada       | Debut en peso gallo; Sumisión de la Noche.                   |
| Victoria  | 17–4   | David Lee          | Sumisión (guillotine choke)        | UCMMA 6: Payback                       | 22 de agosto de 2009     | 1     | 2:26   | Londres                 | Ganó el Campeonato de Peso Pluma de Ultimate Challenge.      |
| Victoria  | 16–4   | Dino Gambatesa     | Sumisión (guillotine choke)        | UCMMA 3: Unstoppable                   | 28 de marzo de 2009      | 2     | 0:15   | Londres                 |                                                              |
| Victoria  | 15–4   | Antanas Jazbutis   | KO (golpe al cuerpo)               | Cage Rage 28                           | 20 de septiembre de 2008 | 3     |        | Londres                 |                                                              |
| Victoria  | 14–4   | Cristian Binda     | Sumisión (guillotine choke)        | Cage Rage 27                           | 12 de julio de 2008      | 2     | 2:52   | Londres                 |                                                              |
| Victoria  | 13–4   | Paul Reed          | Decisión (mayoritaria)             | Cage Rage 26                           | 10 de mayo de 2008       | 3     | 5:00   | Birmingham              |                                                              |
| Victoria  | 12–4   | Frederic Fernández | Sumisión (guillotine choke)        | FX3: Fight Night 7                     | 15 de marzo de 2008      | 1     |        | Reading                 |                                                              |
| Victoria  | 11–4   | Vaughan Lee        | TKO (golpes)                       | Cage Rage: Contenders 6                | 18 de agosto de 2007     | 3     | 3:20   | Londres                 |                                                              |
| Derrota   | 10–4   | Hideo Tokoro       | Sumisión (armbar)                  | Dynamite!! USA                         | 2 de junio de 2007       | 1     | 2:41   | Los Ángeles, California |                                                              |
| Derrota   | 10–3   | Alex Owen          | Decisión (mayoritaria)             | Cage Rage 21                           | 21 de abril de 2007      | 3     | 5:00   | Londres                 |                                                              |
| Victoria  | 10–2   | Gilbert Sims       | TKO (golpes)                       | Bodog Fight: Costa Rica Combat         | 16 de febrero de 2007    | 2     | 3:12   | Costa Rica              |                                                              |
| Victoria  | 9–2    | Phil Raeburn       | Sumisión (armbar)                  | HOP 7: Cage Fever                      | 26 de noviembre de 2006  | 1     | 3:20   | Swansea                 |                                                              |
| Victoria  | 8–2    | Bret Lee           | Sumisión (armbar)                  | Intense Fighting: Caged                | 11 de noviembre de 2006  | 1     | 1:18   | Reino Unido             |                                                              |
| Victoria  | 7–2    | John Trent         | Sumisión (armbar)                  | Absolute Fighting Championships 19     | 21 de octubre de 2006    | 1     | 3:58   | Boca Ratón, Florida     |                                                              |
| Derrota   | 6–2    | Robbie Olivier     | Sumisión (rear-naked choke)        | Cage Rage 18                           | 30 de septiembre de 2006 | 3     | 3:03   | Londres                 | Perdió el Campeonato Británico de Peso Pluma de Cage Rage.   |
| Victoria  | 6–1    | Hiroyuki Abe       | Decisión (unánime)                 | Cage Rage 16                           | 22 de abril de 2006      | 3     | 5:00   | Londres                 |                                                              |
| Victoria  | 5–1    | Robbie Olivier     | Decisión (mayoritaria)             | Cage Rage 15                           | 4 de febrero de 2006     | 3     | 5:00   | Londres                 | Defendió el Campeonato Británico de Peso Pluma de Cage Rage. |
| Victoria  | 4–1    | Ozzy Haluk         | TKO (pisotón volador)              | Cage Rage 13                           | 10 de septiembre de 2005 | 2     | 4:25   | Londres                 | Ganó el Campeonato Británico de Peso Pluma de Cage Rage.     |
| Victoria  | 3–1    | Jordan Miller      | Sumisión (armbar)                  | Cage Rage 12                           | 2 de julio de 2005       | 2     | 2:32   | Londres                 |                                                              |
| Victoria  | 2–1    | Aaron Blackwell    | TKO (parada del equipo)            | Cage Rage 11                           | 30 de abril de 2005      | 2     | 5:00   | Londres                 |                                                              |
| Derrota   | 1–1    | Chris Freeborn     | TKO (golpes)                       | Cage Rage 10                           | 26 de febrero de 2005    | 2     | 3:20   | Londres                 |                                                              |
| Victoria  | 1–0    | Stuart Grant       | TKO (golpes)                       | Cage Rage 9                            | 27 de noviembre de 2004  | 1     | 0:17   | Londres                 |                                                              |